# Guy Antonetti
Pour les articles homonymes, voir Antonetti.
Guy Antonetti, né le 8 novembre 1932 à Tanger, est un historien du droit.
Contemporanéiste, il est professeur émérite de l'université Panthéon-Assas.

## Biographie

### Formation
Guy Antonetti a fait ses études secondaires au Lycée Saint-Aulaire de Tanger, puis s'est engagé dans des études de droit, obtenant une licence à l'Institut des hautes études marocaines à Rabat en 1953, et trois diplômes d'études supérieures à la faculté de droit de Toulouse de 1953 à 1955 en droit romain et histoire du droit, droit privé, droit public. Puis il soutint sa thèse de doctorat à la faculté de droit de Paris, en 1959, intitulée Une maison de banque à Paris au XVIIIe siècle, Greffulhe Montz et Cie, 1789-1793. Il fut sous les drapeaux pendant vingt-sept mois (service militaire), de 1960 à 1962, dont dix-neuf en Algérie comme sous-lieutenant. Il est enfin agrégé des facultés de droit (section droit romain et histoire du droit) en 1963.

### Carrière universitaire
Successivement maître de conférences en 1963, puis professeur titulaire à la faculté de droit de Nice (1963), de Dijon (1966), d'Amiens (1969), de Paris XII-Saint-Maur (1970), il est professeur de Paris II Panthéon-Assas depuis 1981. Élu directeur d'études à la IVe section de l'École pratique des hautes études à la Sorbonne en 1994 (chaire d’histoire financière de la France), il est mis à la retraite à sa demande pour raison de santé (1996), et demeure professeur émérite de l'université Panthéon-Assas (ParisII).

## Travaux
Agrégé de droit (Thèse, Paris, 1959), il est spécialiste de l’histoire des questions financières et économiques et de l' « histoire contemporaine politique et sociale » (nom d'un manuel qu'il publie en 1983 et qui sera plusieurs fois réédité). Loin de se cantonner à une époque en particulier, ses travaux s'échelonnent du Moyen Âge (Économie médiévale, 1975) à nos jours. Il est l'auteur d'une volumineuse biographie de Louis-Philippe chez Fayard, 1994.

## Ouvrages
- Une maison de banque à Paris au XVIIIe siècle, Greffulhe Montz et Cie, 1789–1793, Éditions Cujas, 1963.
- Recherches sur la propriété et l’exploitation des hauts-fourneaux du Châtillonnais, Comité départemental pour l'histoire économique et sociale de la Révolution, nouvelle série, fascicule 13, 1973.
- Louis-Philippe, Paris, Fayard, 1994, 992 p. (ISBN 978-2-213-59222-0, présentation en ligne).
- La Monarchie constitutionnelle, Clefs/Politique, Montchrestien, 1998.
- Histoire contemporaine, politique et sociale, PUF, « Droit fondamental », 1999.
- Les ministres des Finances de la Révolution française au Second Empire. Dictionnaire biographique, tome 1 : 1790 – 1814, Paris, Comité pour l'histoire économique et financière de la France, 2007.
- Les ministres des Finances de la Révolution française au Second Empire. Dictionnaire biographique tome 2: 1814-1848, Paris, Comité pour l'histoire économique et financière de la France, 2007.
- avec Fabien Cardoni et Matthieu de Oliveira, Les ministres des Finances de la Révolution française au Second Empire. Dictionnaire biographique, tome 3 : 1848-1870, Paris, Comité pour l'histoire économique et financière de la France, 2008.
- Les Gens de Villiers-sur-Tholon, Perform Éditeur, 2012 (préface).